# Čelovnik
Čelovnik je naselje, ki spada pod občino Sevnica.
Najpomembnejši objekt v vasi je podružnična cerkev sv. Duha iz 14. stoletja, ki obsega pravokotno, ravno krito baročno ladjo, gotski prezbiterij in kasneje prizidan zvonik. Freske so iz začetka 16. stoletja (Pasion, svetniške figure). Ostanke poslikave na severni strani (Poklon sv. Treh kraljev) so bile restavrirane leta 1971.